# Giáo hoàng Innôcentê VII
Innôcentê VII (Latinh: Innocentus VIII) là vị giáo hoàng thứ 204 của giáo hội công giáo. Theo niên giám tòa thánh năm 1806 thì ông đắc cử Giáo hoàng năm 1404 và ở ngôi Giáo hoàng trong 2 năm 21 ngày.
Niên giám tòa thánh năm 2003 xác định ông đắc cử Giáo hoàng ngày 17 tháng 10 năm 1404, ngày khai mạc chức vụ mục tử đoàn chiên chúa là ngày 11 tháng 11 năm 1404 và ngày kết thúc triều đại của ông là ngày 6 tháng 11 năm 1406.
Giáo hoàng Innocens VII sinh tại Sulmona, Abruzzes, Vương quốc Napôli vào năm 1336 với tên là Cosma Gentile hoặc Cosimo Migliorati. Ông là một nhà trí thức vĩ đại, nhưng phẩm cách yếu ớt, nên không đạt được kết quả nào trong nỗ lực giải quyết vấn đề ly giáo và những điều kiện khó khăn mà giáo triều gặp phải. Ông đã mở rộng các khoa Hy Lạp và Y học. Ông tự bày tỏ lập trường hoàn toàn không khoan nhượng đối với Đức Bonaface IX
Ngày 12 tháng 6 năm 1405 ông bổ nhiệm các Hồng y mà về sau trở thành các Giáo hoàng Rôma tương lai, Gregorius XII –Giáo hoàng Pisa tương lai; Alexanđê V và Giáo hoàng của sự hiệp nhất, Martinô V. 